# Karlamilyi National Park
Karlamilyi National Park är en park i Australien. Den ligger i delstaten Western Australia, omkring 1 300 kilometer nordost om delstatshuvudstaden Perth. Karlamilyi National Park ligger 307 meter över havet.
Trakten runt Karlamilyi National Park är nära nog obefolkad, med mindre än två invånare per kvadratkilometer.. Det finns inga samhällen i närheten.
Omgivningarna runt Karlamilyi National Park är i huvudsak ett öppet busklandskap. Genomsnittlig årsnederbörd är 456 millimeter. Den regnigaste månaden är januari, med i genomsnitt 158 mm nederbörd, och den torraste är augusti, med 1 mm nederbörd.